# Thomas Russell
Pour les articles homonymes, voir Russell.
Thomas Russell né le 10 avril 2000, est un joueur britannique de hockey sur gazon.

## Carrière
- Équipe nationale U21 de 2018 à 2019.
- Il fait partie de l'équipe nationale première pour concourir à la Ligue professionnelle 2021-2022[2].

## Palmarès
- : 1er à la Sultan of Johor Cup en 2018 avec la Grande-Bretagne
- : 1er à la Sultan of Johor Cup en 2019 avec la Grande-Bretagne
- : 2e à l'Euro U21 en 2019 avec l'Angleterre